# Antonio de la Torre y Miranda
Antonio de la Torre y Miranda (Villada, Palencia, 29 de diciembre de 1734-Puerto de Santa María, Cádiz, 6 de febrero de 1805), militar español. Figura en la historia de Colombia como el «congregador de pueblos», ya que la mayoría de las ciudades y villas de la antigua Provincia de Cartagena fueron creadas por él.

## Biografía
Sus padres fueron María de Miranda y Jacinto de la Torre. Su carrera militar comenzó el 27 de junio de 1753 cuando contaba con diecinueve años de edad.  Según consta en los archivos, ingresó en calidad de soldado distinguido en los batallones de marina.  Tres años más tarde fue ascendido a cabo.  En 1756 realizó sus primeras expediciones marítimas, embarcándose en los navíos Soberano, Astrea y Dichoso, donde conoció a Manuel de Guirior y Portal, caballero de la Orden de Jerusalén y quien sería decisivo en su carrera militar en América.
El 10 de diciembre de 1771 Manuel Guirior fue nombrado virrey de Nueva Granada, reemplazando a Pedro Mesía de la Cerda quien había gobernado en el Virreinato por más de once años.  El nuevo virrey arribó a América el 8 de julio de 1772 y algún tiempo después lo hizo De la Torre en calidad de teniente veterano de las milicias a formarse en Cartagena de Indias.  

### Congregador de Pueblos
Juan de Torrezar Díaz Pimienta comisionó a Antonio de la Torre para “reducir en poblaciones formales las infinitas almas que vivían dispersas en la provincia internadas en los montes faltos de religión, policía y nacionalidad, siendo perjudiciales para el Estado”.  Esta misión fue realizada en seis salidas que comenzaron el 12 de agosto de 1774 y finalizaron el 3 de mayo de 1778.  A través de esos cuatro años el congregador creó 43 centros poblados (se destaca las hoy ciudades de Sincelejo, Montería y El Carmen de Bolívar), en los cuales introdujo diversos cambios en el agro.

### Últimos años
En 1786, después de muchos años viviendo en el Virreinato de la Nueva Granada, regresó a España donde sirvió en la plaza de Zamora.  Después  fue incorporado al Estado Mayor de las tropas acantonadas en el Puerto de Santa María, Cádiz, donde encontró la muerte.